# Ярославська митрополія
Ярославська митрополія (рос. Ярославская митрополия) — митрополія Російської православної церкви на території Ярославської області. Об'єднує Ярославську і Ростовську, Рибинську і Даниловську та Переславську і Углицьку єпархії.
Утворена 15 березня 2012 року рішенням Священного синоду Російської православної церкви. Главою митрополії є правлячий архієрей Ярославської єпархії

## Єпархії

### Ярославська і Ростовська єпархія
Об'єднує приходи в адміністративних межах: міський округ Ярославль і Переславль-Залєський, а також Гаврилов-Ямський, Некрасовський, Ростовський і Ярославський муніципальні райони Ярославської області.
Правлячий єпископ: митрополит Пантелеймон (Долганов). Парафій — 141.

### Рибинська і Даниловська єпархія
Об'єднує приходи в адміністративних межах: міський округ Рибинськ, а також Брейтовського, Даниловського, Любімського, Некоузького, Первомайського (Пречистенського), Пошехонського, Рибинського і Тутаєвського районів Ярославської області.
Правлячий єпископ: Веніамін (Лихоманов). Парафій — 119.

### Переславська і Углицька єпархія
Об'єднує парафії в адміністративних межах: міський округ Переславль-Залєський, а також Великосільського, Борисоглебського, Мишкінського, Переславського і Углицького районів Ярославській області.
Правлячий єпископ: Феодор (Казанов).

## Митрополити
- Пантелеймон (Долганов), митрополит Ярославський і Ростовський з 15 березня 2012 року.